# Аничково (Московская область)
Аничково — посёлок городского типа в Лосино-Петровском городском округе Московской области России. Посёлок образован в апреле 2012 года на месте строительства жилого комплекса «Аничково». Расположен в 20 км к северо-востоку от Москвы на Монинском шоссе Р109 (3 км от г. Щёлково), на правом берегу реки Клязьмы.

## Население
Численность населения составляет 4741 человек (2021 год).

## История
Летом 2010 года началось строительство нового жилого комплекса «Аничково» в Щелковском районе Московской области, на пересечении Щелковского и Монинского шоссе. Планировочная структура микрорайона представляла собой три группы жилых домов переменной этажности, коммунальную зону с котельной и многоэтажным гаражом. В центре микрорайона планировалось разместить дошкольно-школьное учреждение.
20 апреля 2012 года постановлением Губернатора Московской области № 69-ПГ был образован новый сельский населённый пункт — посёлок в сельском поселении Анискинское Щелковского района Московской области.
4 октября 2012 года депутаты Мособлдумы одобрили (постановление от 04.10.2012 № 5/27-П) предложение органов местного самоуправления Щелковского района о присвоении географическому объекту, располагающемуся на его территории, собственного наименования — «Аничково». Этим же постановлением было направлено предложение о присвоении наименования географическому объекту в уполномоченный федеральный орган исполнительной власти — Федеральную службу государственной регистрации, кадастра и картографии.
1 августа 2013 года в соответствии с постановлением Правительства РФ № 656 «О присвоении наименования географическому объекту в Московской области» наименование нового посёлка «Аничково» утверждено окончательно.
До мая 2018 года посёлок Аничково относился к Анискинскому сельскому поселению Щёлковского муниципального района. С 23 мая 2018 года посёлок вошёл в состав городского округа Лосино-Петровский.
В 2024 году посёлок был преобразован в посёлок городского типа.

## Проезд
Из Москвы до посёлка можно добраться:
- автобусом или маршрутным такси № 371 от Щёлковского автовокзала
- электричкой от Ярославского вокзала до станции Чкаловская, затем маршрутными такси № 5 или автобусом № 26 до остановки Козловка[9]

Из Лосино-Петровского до посёлка можно добраться автобусом № 26.
Из Щёлково до посёлка можно добраться городским автобусом № 26.